# Svenshögen
Svenshögen is een plaats in de gemeente Stenungsund in het landschap Bohuslän en de provincie Västra Götalands län in Zweden. De plaats heeft 439 inwoners (2005) en een oppervlakte van 43 hectare. De plaats ligt aan de noord oever van het meer Hällungen. De plaats bestaat vooral uit vrijstaande huizen gebouwd in de jaren 50 en 60 van de 20ste eeuw.

## Verkeer en vervoer
De plaats heeft een eigen spoorwegstation gelegen aan de spoorweg Bohusbanan.